# Championnats d'Europe de trampoline 1995
Navigation
Édition précédente Édition suivante
Les 14e Championnats d'Europe de trampoline, tumbling et double mini-trampoline ont lieu à Antibes en France le 2 décembre 1995. 
Le Biélorusse Dmitri Poliaroush chez les hommes et la Russe Irina Karavaeva chez les femmes remportent le titre continental en trampoline individuel.

## Podiums
| Épreuves                | Or                                                                         | Argent                                                                     | Bronze                                       |
| ----------------------- | -------------------------------------------------------------------------- | -------------------------------------------------------------------------- | -------------------------------------------- |
| Hommes                  |                                                                            |                                                                            |                                              |
| Trampoline par équipes  | Biélorussie Denis Zhichov Ruslan Kachperko Nikolai Kazak Dmitri Poliarouch | France Jean-Pierre Thorn Fabrice Hennique Fabrice Schwertz Denis Passemard |                                              |
| Double Mini par équipes | Portugal                                                                   |                                                                            |                                              |
| Tumbling par équipes    | Russie ? Bakienko Andrey Kruglyakov Oleg Akinichine Aleksey Kryzhanovskiy  | Dmitri Poliarouch (BLR)                                                    | Fabrice Schwertz (FRA)                       |
| Trampoline              | Dmitri Poliarouch (BLR)                                                    | Fabrice Schwertz (FRA)                                                     | Sergey Buchovzev (UKR) Emmanuel Durand (FRA) |
| Double Mini             | Jörg Gehrke (GER)                                                          | Magnus Innala (SWE)                                                        | Samuel Castro (ESP)                          |
| Tumbling                | Andrey Kruglyakov (RUS)                                                    | Aleksey Kryzhanovskiy (RUS)                                                | Nicolas Francillon (FRA)                     |
| Synchro                 | Biélorussie Denis Zhichov Jesper Dalsten                                   | Russie Aleksey Kadzhaya Igor Dunev                                         | Ukraine Dmitriy Troyan Sergey Buchovzev      |
| Femmes                  |                                                                            |                                                                            |                                              |
| Trampoline par équipes  | Russie Natalia Tchernova Tatiana Kovaleva Tatiana Lushina Irina Karavaeva  |                                                                            |                                              |
| Double Mini par équipes | Portugal Maria Oliveira Marta Ferreira Marina Caetano Tania Galao          |                                                                            |                                              |
| Tumbling par équipes    | Non décerné                                                                | Non décerné                                                                | Non décerné                                  |
| Trampoline              | Irina Karavaeva (RUS)                                                      | Tatiana Louchina (RUS)                                                     | Galina Lebedeva (BLR)                        |
| Double Mini             | Maria Oliveira (POR)                                                       | Gretje Reinemer (GER)                                                      | Marta Ferreira (POR)                         |
| Tumbling                | Chrystel Robert (FRA)                                                      | Corinne Robert (FRA)                                                       | Yelena Blovchina (RUS)                       |
| Synchro                 | Russie Natalia Tchernova Irina Karavaeva                                   | Géorgie Anna Dogonadze Rusudan Khoperiya                                   | Royaume-Uni Claire Wright Susan Shotton      |

## Résultats détaillés

### Hommes

#### Trampoline individuel
| Place | Trampoliniste             | Total      |
| ----- | ------------------------- | ---------- |
| 1er   | Dmitri Poliaroush (BLR)   | 105,60 pts |
| 2e    | Fabrice Schwertz (FRA)    | 104,80 pts |
| 3e    | Emmanuel Durand (FRA)     | 104,00 pts |
| 3e    | Serguei Boukhovtsen (BLR) | 104,60 pts |
| 5e    | Serguei Jachev (RUS)      | 103,50 pts |
| 6e    | Martin Kubicka (GER)      | 102,60 pts |
| 7e    | Martin Von Stedingk (SWE) | 102,20 pts |
| 8e    | Yuriy Nikitin (UKR)       | 102,10 pts |
| 9e    | Nikolai Kazak (BLR)       | 78,80 pts  |

### Femmes

#### Trampoline individuel
| Place | Trampoliniste            | Total      |
| ----- | ------------------------ | ---------- |
| 1re   | Irina Karavaeva (RUS)    | 102,80 pts |
| 2e    | Tatiana Louchina (RUS)   | 101,30 pts |
| 3e    | Galina Lebedeva (BLR)    | 99,50 pts  |
| 4e    | Andrea Holmes (GBR)      | 99,40 pts  |
| 5e    | Hiltrud Roewe (GER)      | 99,00 pts  |
| 6e    | Larysa Hreshchyk (UKR)   | 98,20 pts  |
| 7e    | Susan Challis (GBR)      | 98,00 pts  |
| 8e    | Oksana Tsyhoulova (UKR)  | 97,80 pts  |
| 9e    | Tina Ludwig (GER)        | 97,30 pts  |
| 9e    | Natalia Karpenkova (BLR) | 97,30 pts  |
| 11e   | Rusudan Koperia (GEO)    | 96,90 pts  |